# Gusev
Gusev (rusky Гусев), do roku 1946 německy  Gumbinnen (litevsky Gumbinė, polsky Gąbin, česky Gabin) je město v Kaliningradské oblasti (dříve Východní Prusko), exklávě Ruské federace, poblíž hranice s Litvou a Polskem. V roce 2021 mělo přeš 28 tisíc obyvatel.

## Historie

### Od založení do 18. století
Z archeologický vykopávek je známo, že osídlení na místě dnešního města existovalo již na konci Doby ledové. Před dobytím území Řádem německých rytířů v 13. století se nacházela v oblasti pevnost kmene Prusů. První zmínka o Gumbinnenu pochází z roku 1580, kdy byla osada součástí Pruského vévodství. Původní název města nejspíš pochází z litevského slova Gumbinė, což znamená v češtině hlíza. Samotná osada byla založena v roce 1545 na příkaz hraběte Albrechta Braniborsko-Ansbašského.
V roce 1656 vyplenili osadu Tataři a následně přišel v letech 1709–1711 mor. Obě události téměř zdecimovaly obyvatelstvo celého tehdejšího Východního Pruska, a tak pruský král Fridrich Vilém I. inicioval kolonizaci vylidněných oblastí. Fridrich Vilém garantoval Gumbinnenu městská práva v roce 1724 a v roce 1732 přišla první velká skupina osadníků. Jednalo se protestanty, kteří byli vypovězeni ze Salcburského arcibiskupství kvůli své víře (Salcburští exulanti). V roce 1752 osadníci postavili nemocnici a tzv. Salcburský kostel. Kostel by přestavěn v roce 1840 známým architektem Karlem Fridrichem Schinkelem a stojí ve městě dodnes. Po roce 1736 se z města stalo správní centrum přilehlé oblasti. Během Sedmileté války byl Gumbinnen obsazen mezi roky 1757–1762 ruskými vojsky.

### Od 19. století do roku 1945
Během Napoleonských válek propochodovala francouzská armáda městem v roce 1812 a samotný Napoleon zde strávil čtyři dny. V roce 1818 se stalo město hlavním centrem vládního obvodu Gumbinnen (Regierungsbezirk Gumbinne). Ekonomické oživení přišlo s rokem 1860, kdy bylo město napojeno na železnici. Do konce 19. století zde vznikla slévárna, továrna na nábytek, pletárna, dvě pily a několik cihelen.
Na začátku první světové války (v srpnu 1914) proběhla v blízkosti města bitva o Gumbinnen, ve které ruské vojsko slavilo vítězství. Následně bylo město Rusy na několik týdnů obsazeno. Po válce byla ve městě postavena elektrárna Ostpreußenwerk, která zásobovala elektřinou většinu Východního Pruska a v roce 1923 byl dokončen luteránský kostel. Na konci druhé světové války začala operace Hannibal, která měla za cíl evakuovat většinu německého obyvatelstva z Východního Pruska před postupující Rudou armádou. Dne 16. října 1944 provedli Sověti nálet na město, který zničil podstatnou část starého města a následně 22. října 1944 Rudá armáda vstoupila do města. Němci město dobyli zpět o dva dny později, což mělo za následek mnoho zvěrstev vůči civilnímu obyvatelstvu ze strany Sovětů. Definitivně Sověti dobyli město 21. ledna 1945.

### Součástí SSSR a Ruska
Po válce město připadlo SSSR a stalo se součástí tzv. Kaliningradské oblasti. V roce 1946 byl Gumbinnen přejmenován na Gusev na počest kapitána Rudé armády Sergeje Ivanoviče Guseva, který padl při bitvě o město v lednu 1945. Zbylé německé obyvatelstvo bylo odsunuto a do města se nastěhovali Rusové především z oblasti centrálního Ruska a Povolží. Pro nové obyvatele byla postavena rozsáhlá panelová sídliště. Po rozpadu SSSR v roce 1991 se město stalo součástí Ruska jako jeho exkláva. Místní ekonomika začala výrazně trpět izolací od zbytku Ruska a problémy narostly se vstupem sousedního Polska a Litvy do EU v roce 2004.

## Obyvatelstvo

### Vývoj obyvatelstva v průběhu doby
| Rok       | 1875  | 1890   | 1925   | 1933   | 1939   | 1959   | 1970   | 1979   | 1989   | 2002   | 2010   | 2021   |
| Obyvatelé | 9 144 | 12 207 | 19 002 | 19 987 | 22 181 | 14 174 | 22 053 | 24 574 | 27 031 | 28 467 | 28 260 | 28 177 |

### Etnické složení obyvatelstva

Východní Prusko (vyznačeno červeně) na mapě tehdejšího Německa 1871

Při sčítání lidu v roce 2010 bylo etnické složení v městě následující:
| - 88,7 % Rusové - 3,2 % Ukrajinci - 2,5 % Bělorusové - 1,0 % Němci - 1,0 % Litevci |  | - 0,5 % Arméni - 0,4 % Tataři - 0,3 % Azerové - 0,3 % Poláci - 2,1 % ostatní |

### Významné osobnosti města
- Kristijonas Donelaitis (1714–1780) – litevský spisovatel a luteránský pastor
- Christian Daniel Rauch (1777–1857) – německý sochař
- Otto von Corvin (1812–1886) – německý spisovatel
- Bruno Bieler (1888–1966) – německý generál
- Gotthard Heinrici (1886–1971) – německý generál
- Werner Dankwort (1895–1986) – německý diplomat
- Karin Krebs (nar. 1943) – východoněmecká atletka
- Oleg Gazmanov (nar. 1951), – ruský popový zpěvák
- Vladimir Vdovičenkov (nar. 1971) – ruský herec

## Galerie

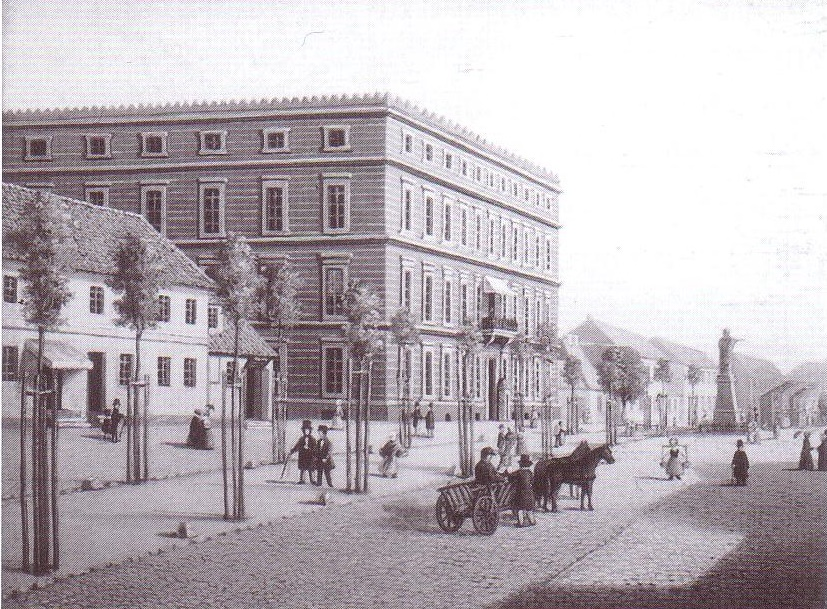
Stará správní budova 1844
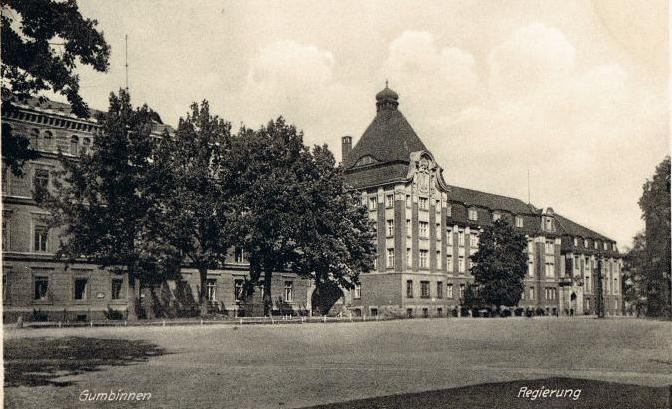
Nová správní budova 1915
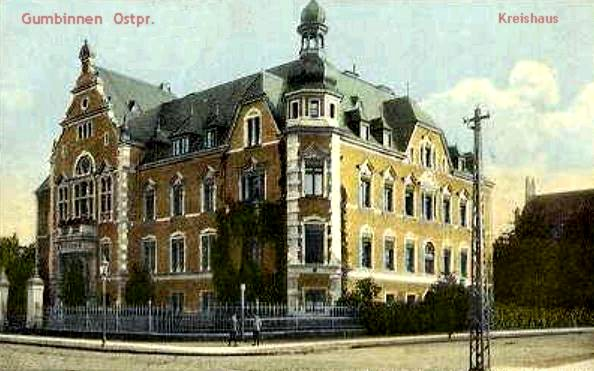
Okresní úřad 1900
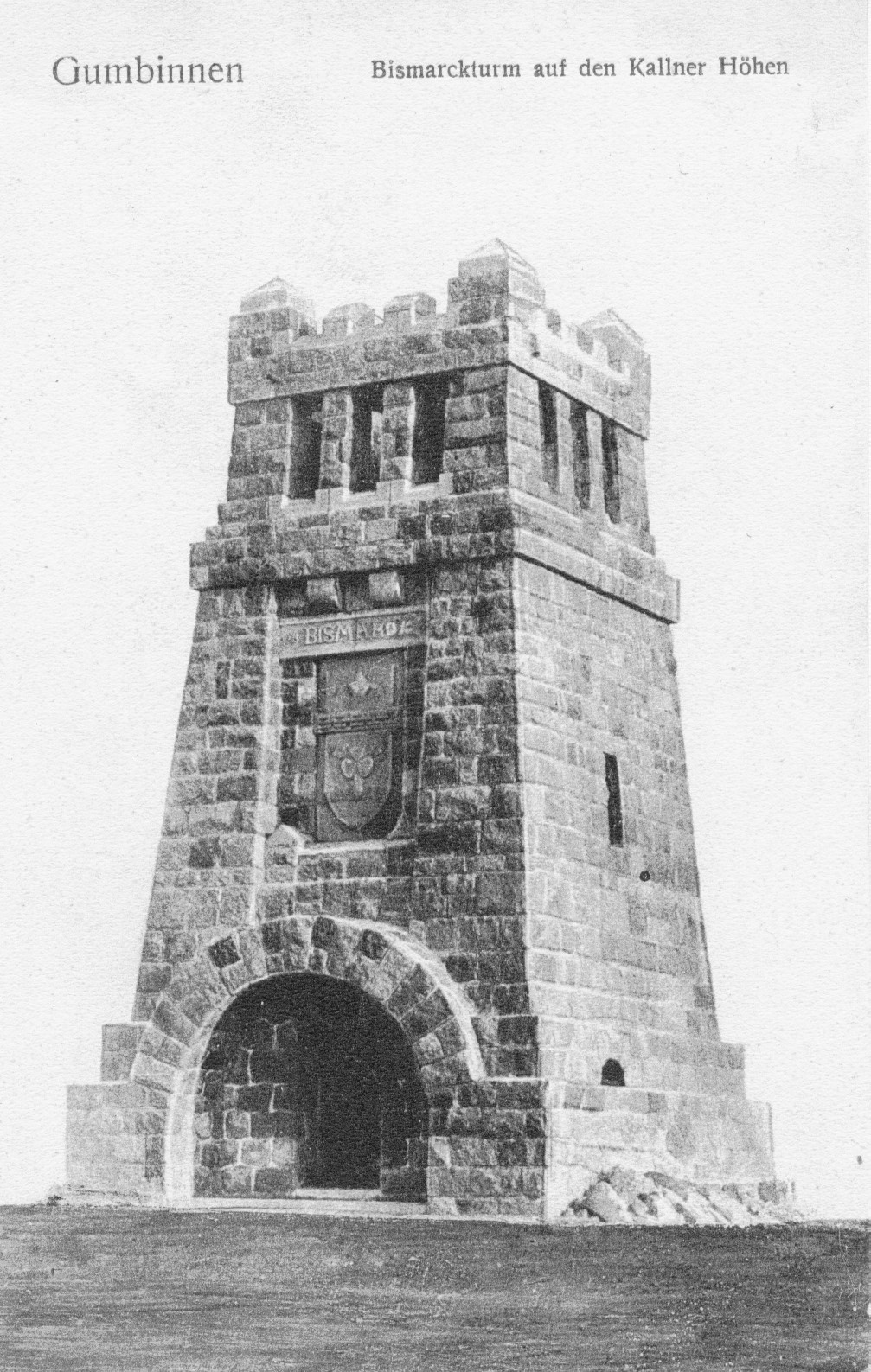
Bismarckova věž 1910
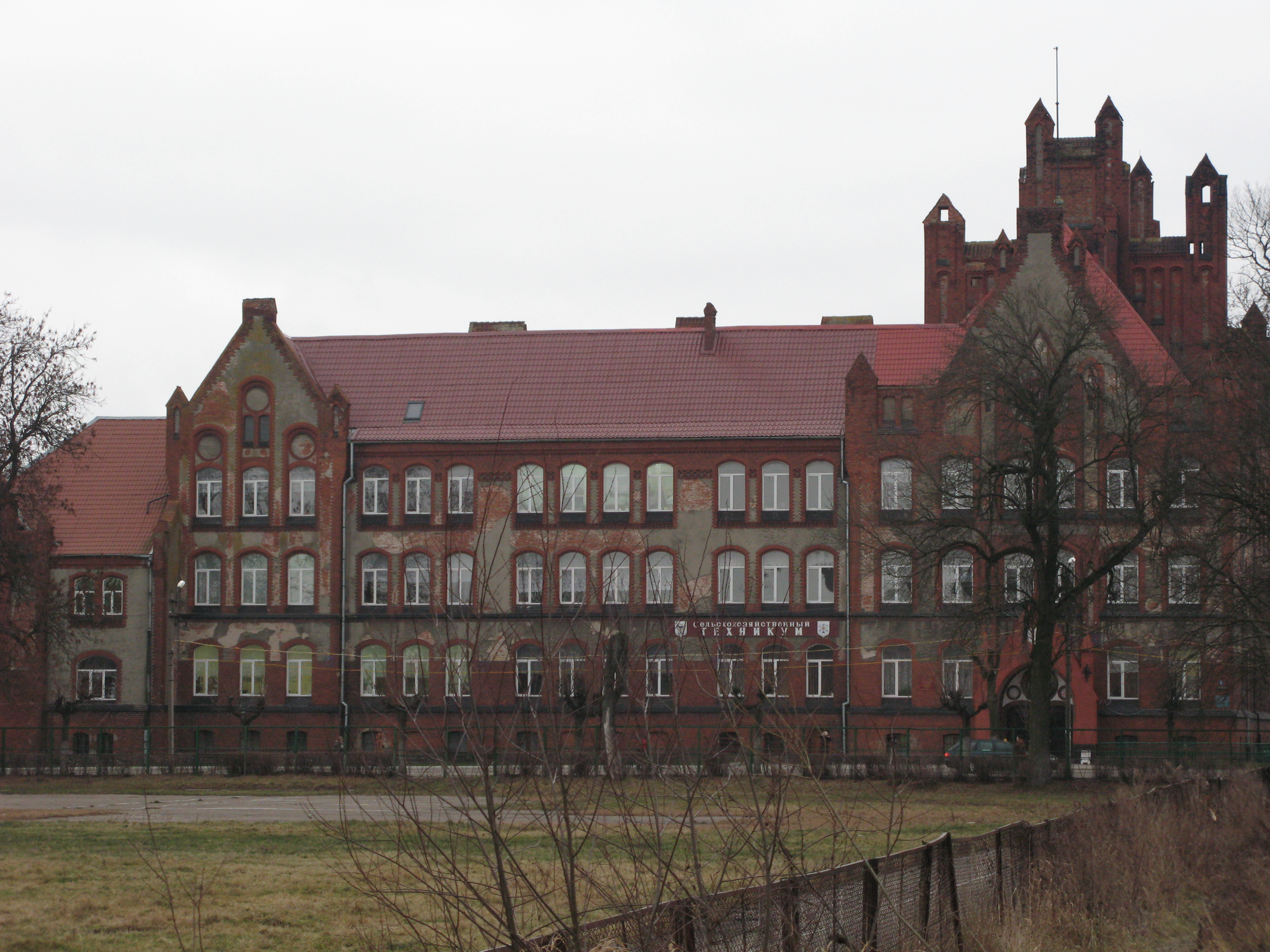
Původní německá zástavba (dnes zemědělská škola)
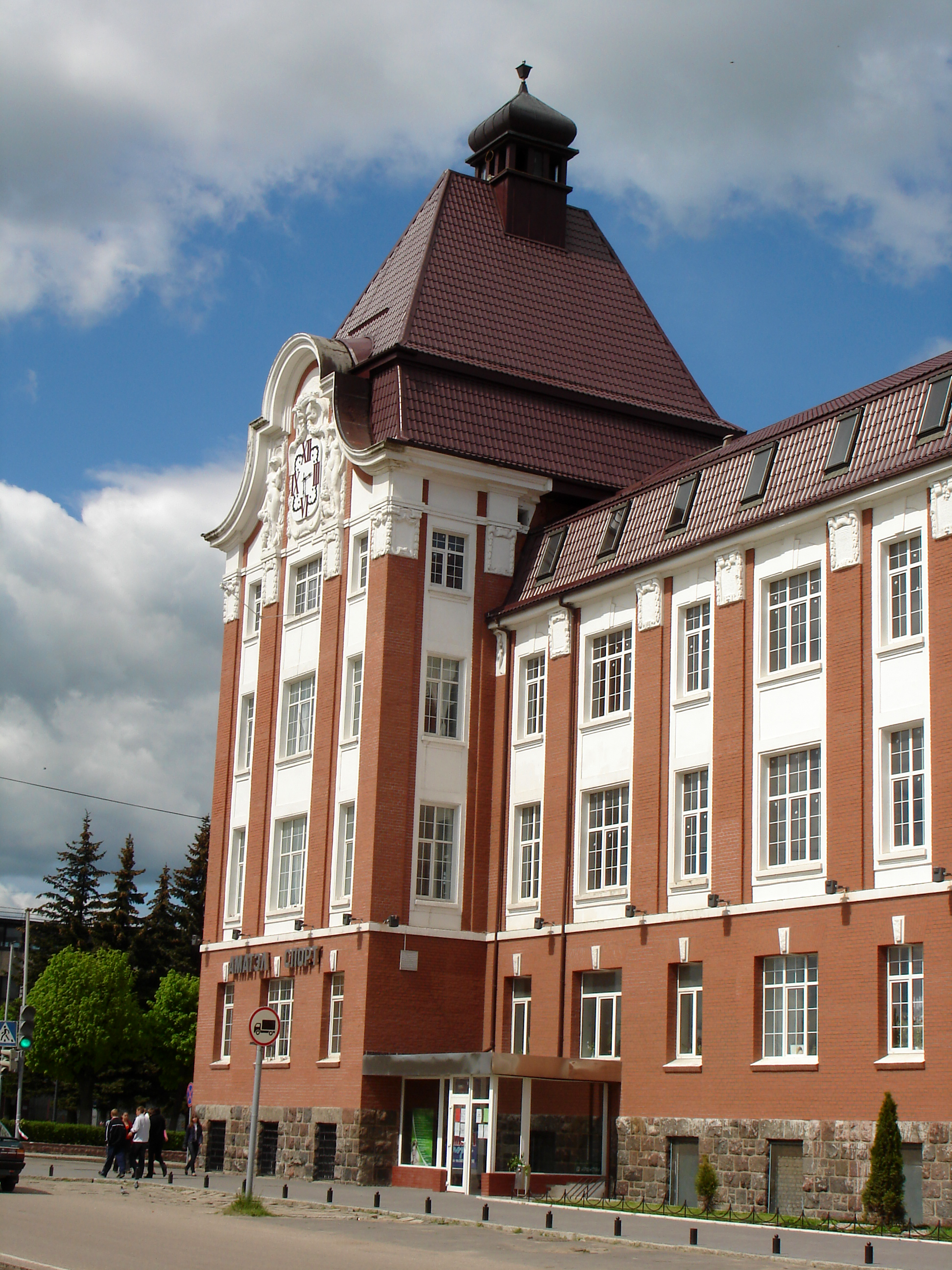
Bývalá budova pruské správy
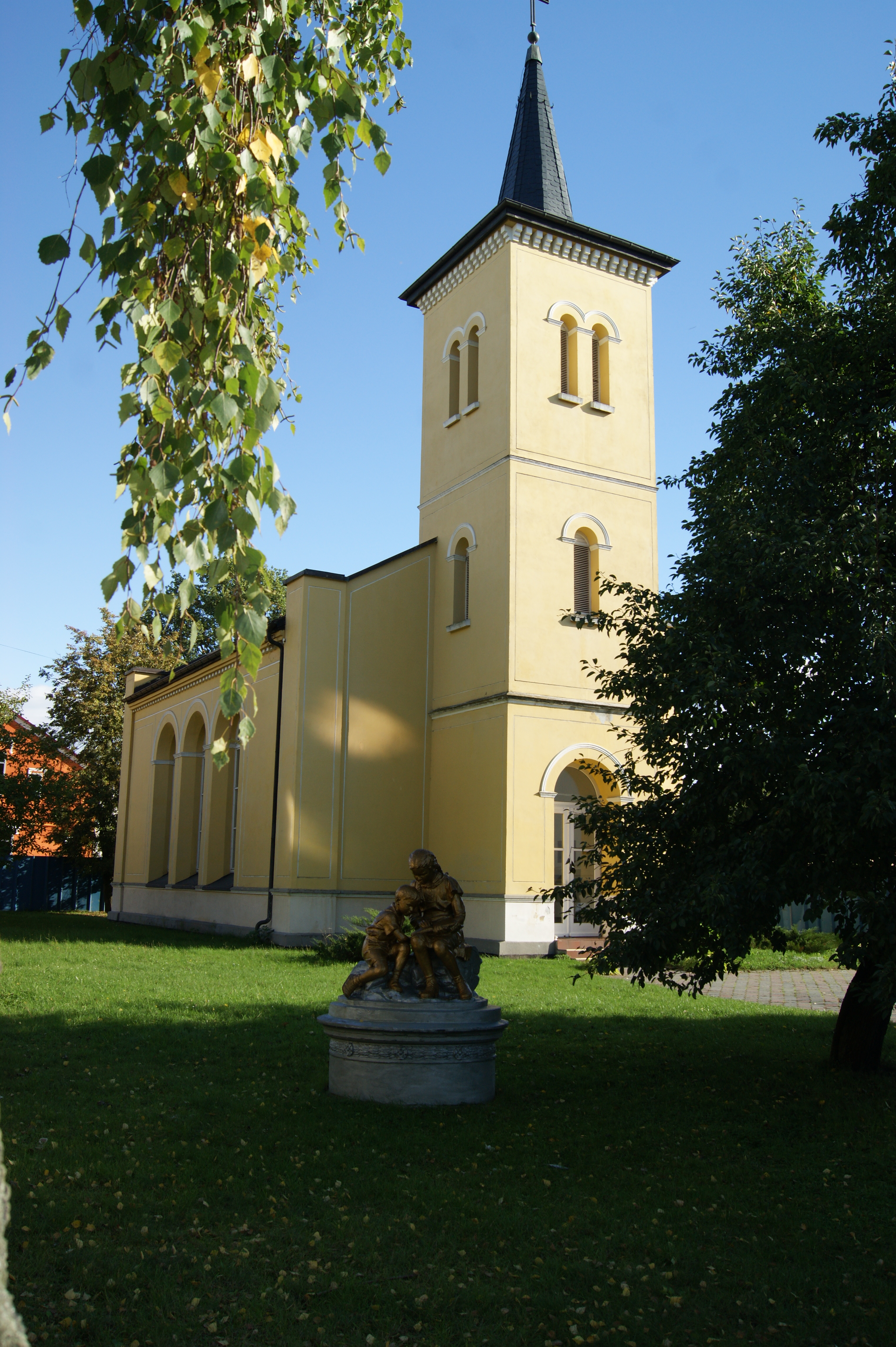
Salcburský kostel
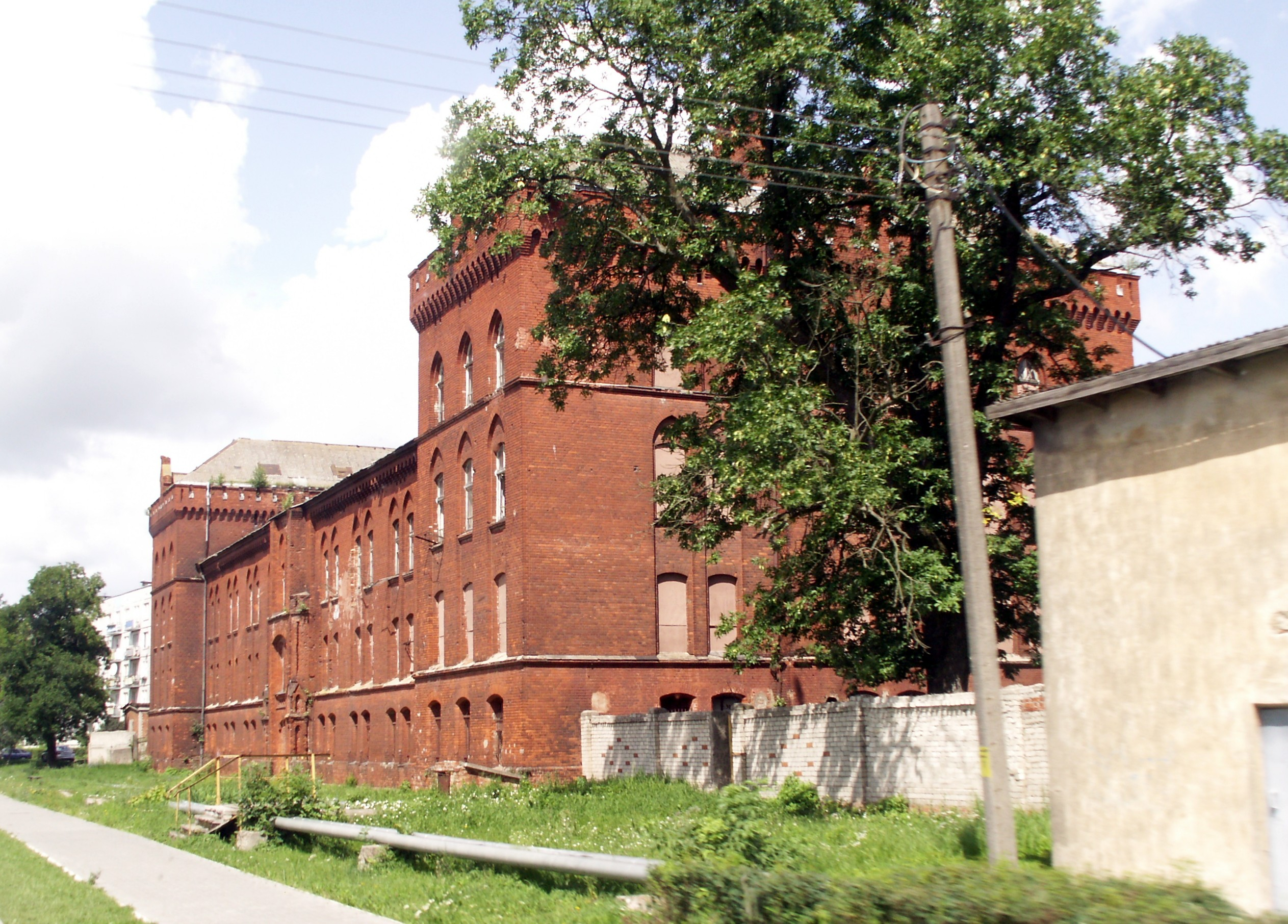
Původní německá zástavba
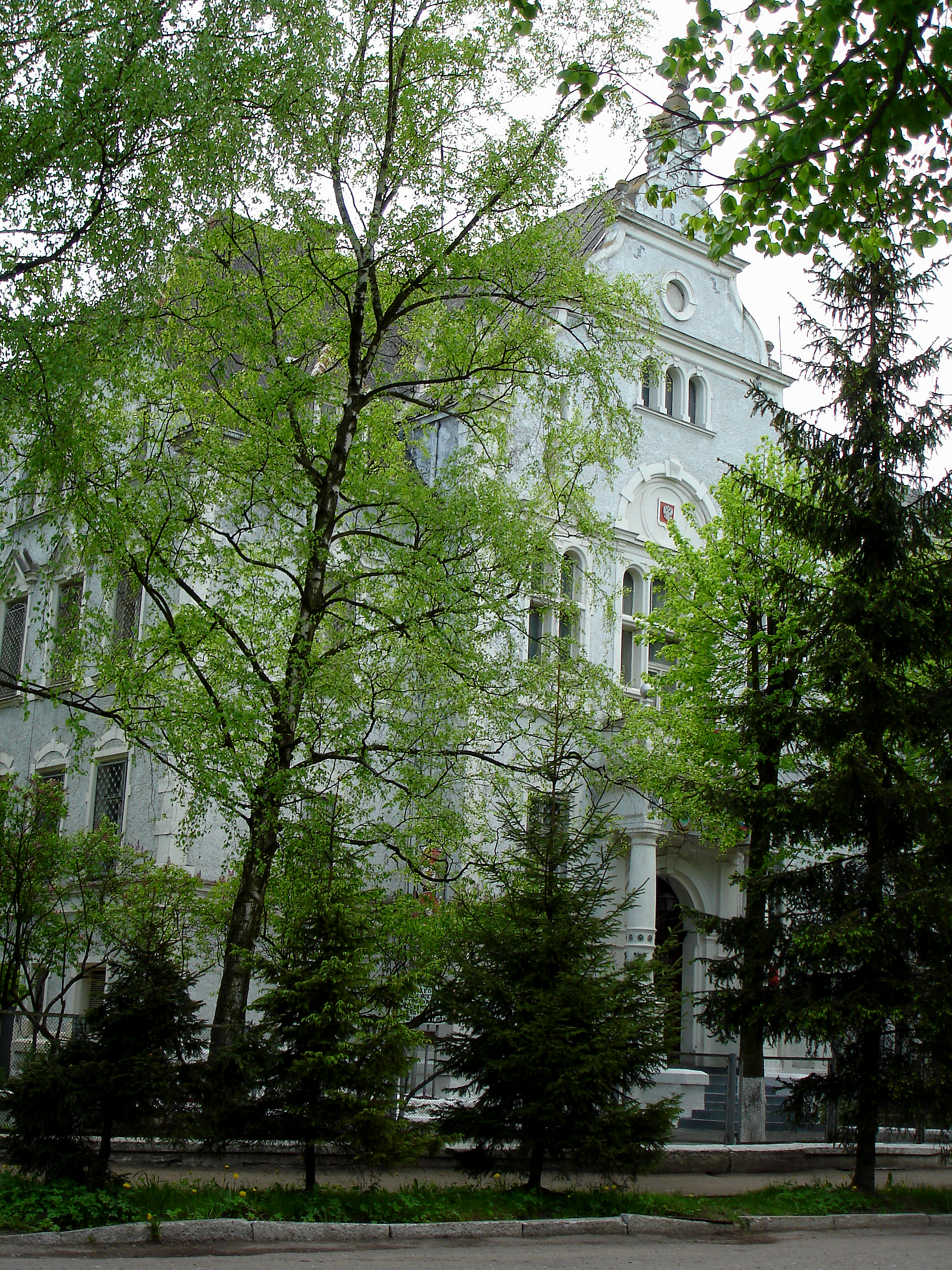
Budova okresního úřadu
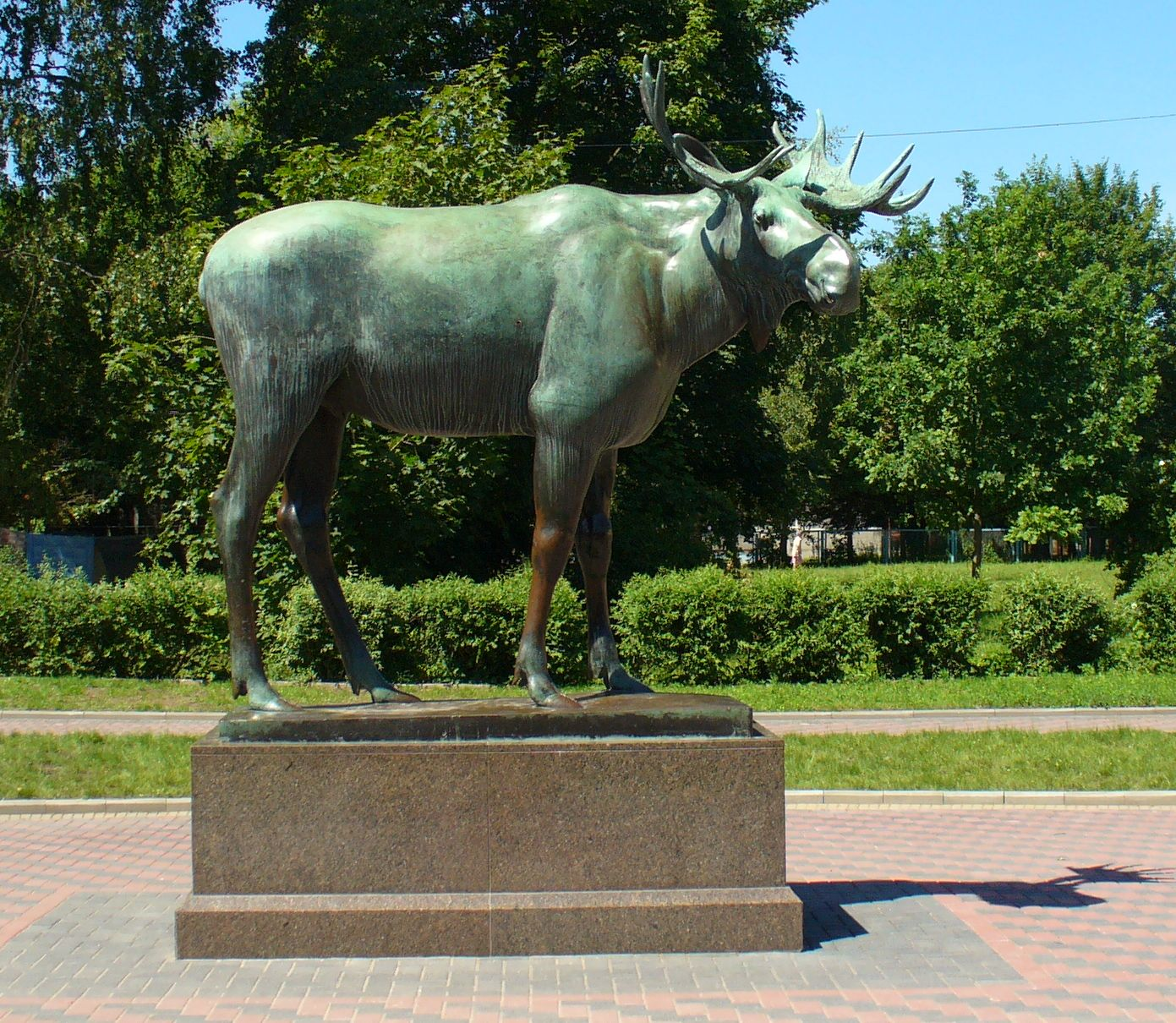
Pomník losu, který je ve znaku města
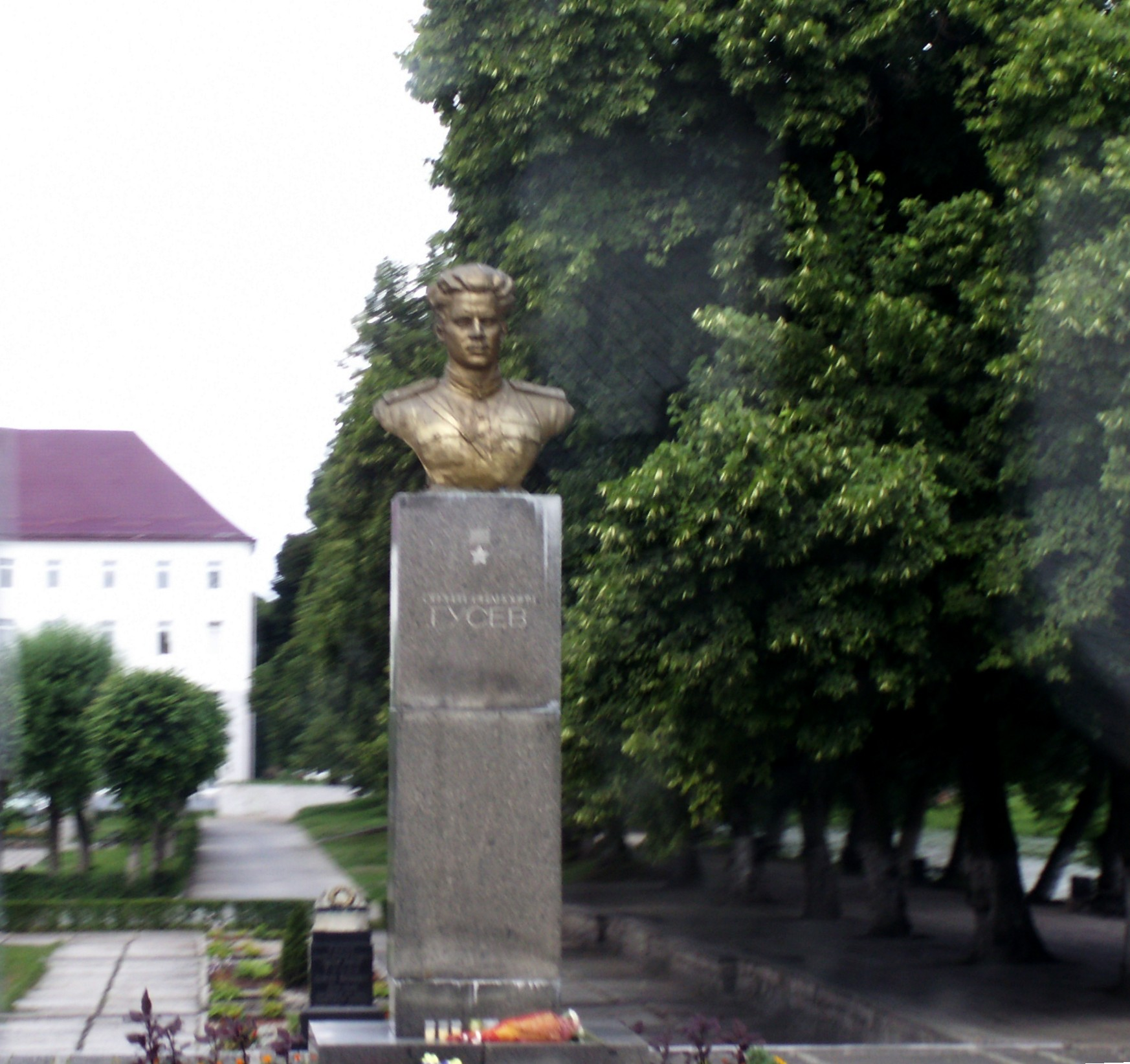
Pomník kapitánovi Gusevovi, po kterém nese město jméno
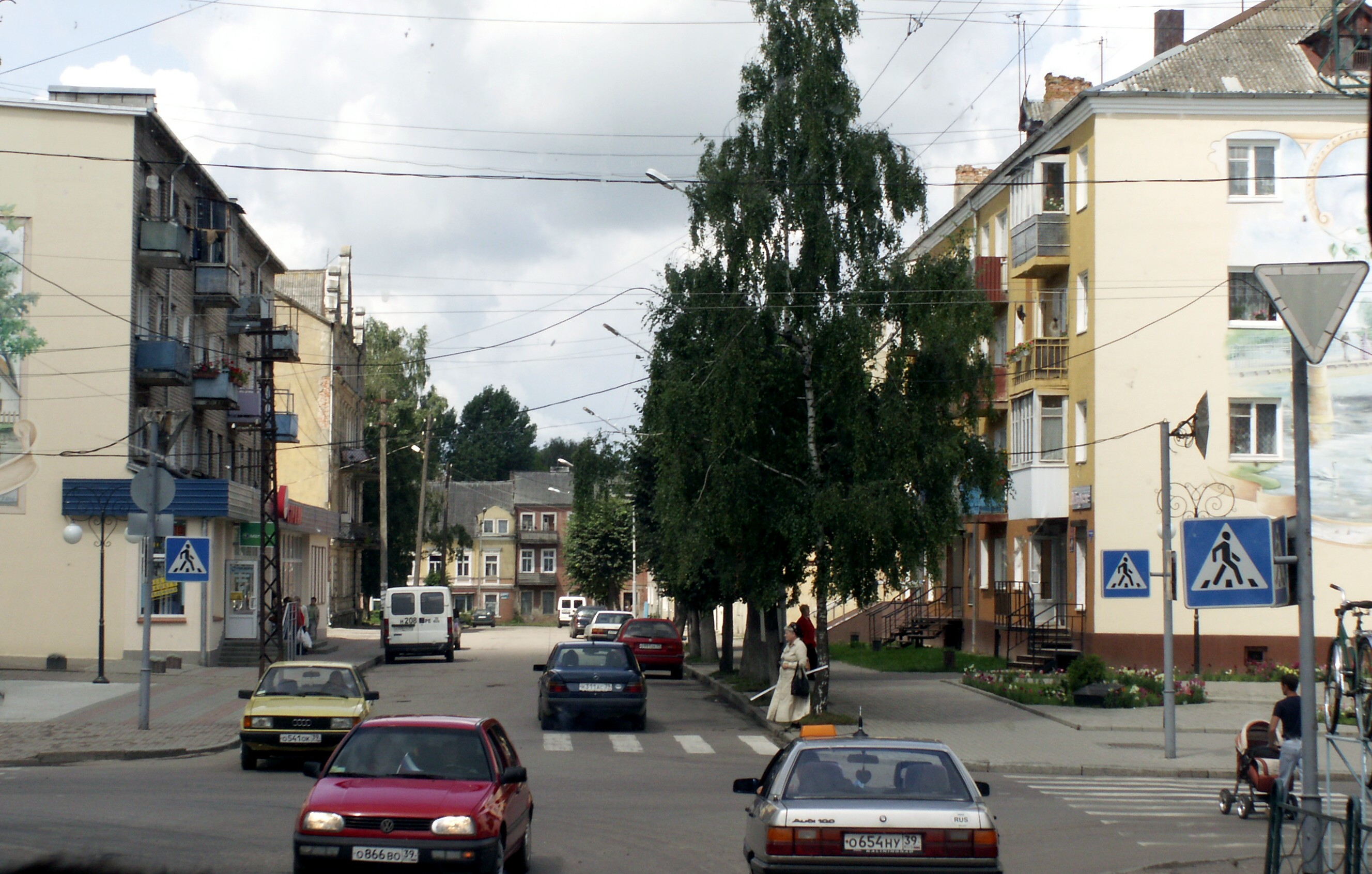
Současný Gusev
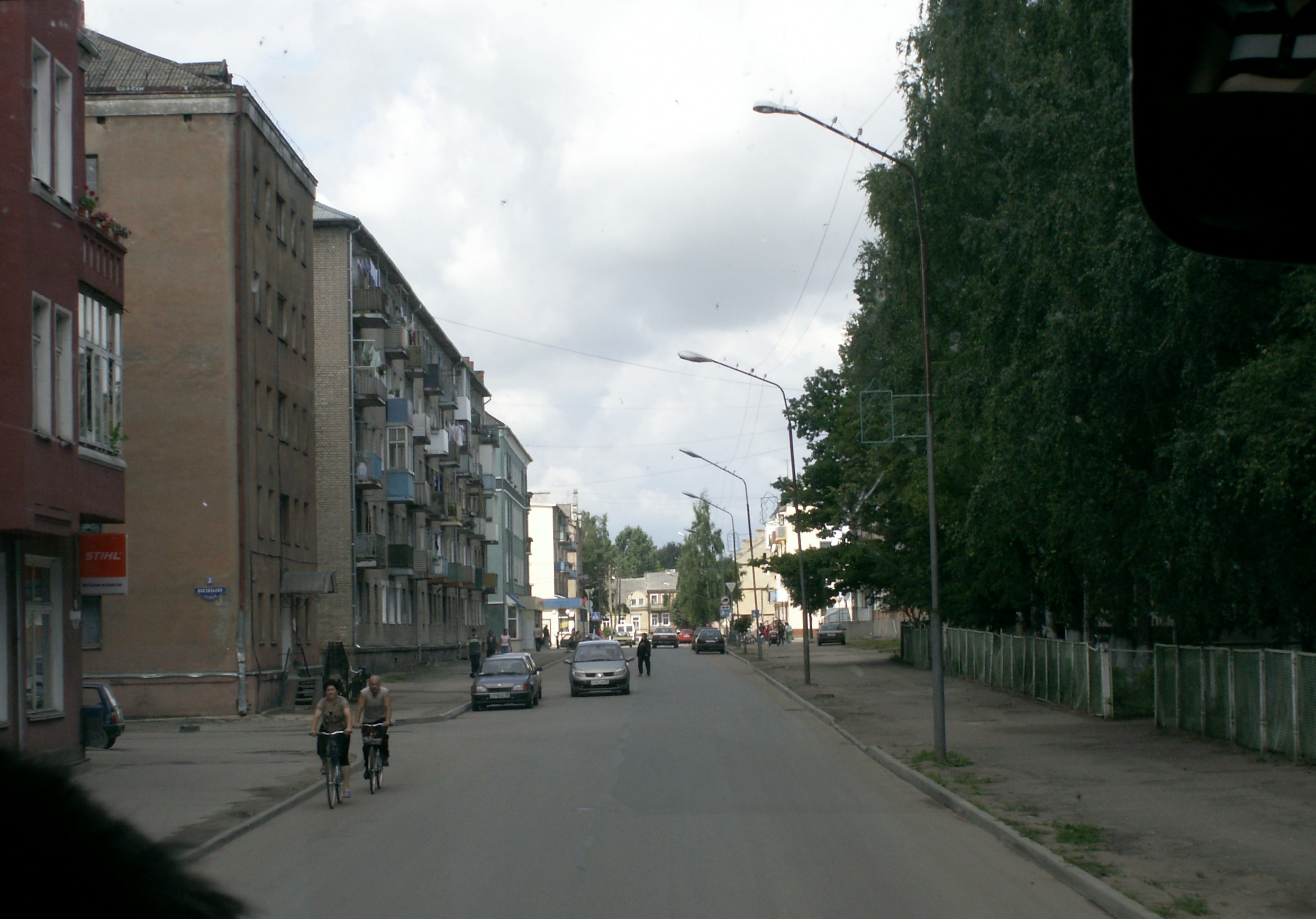
Současný Gusev
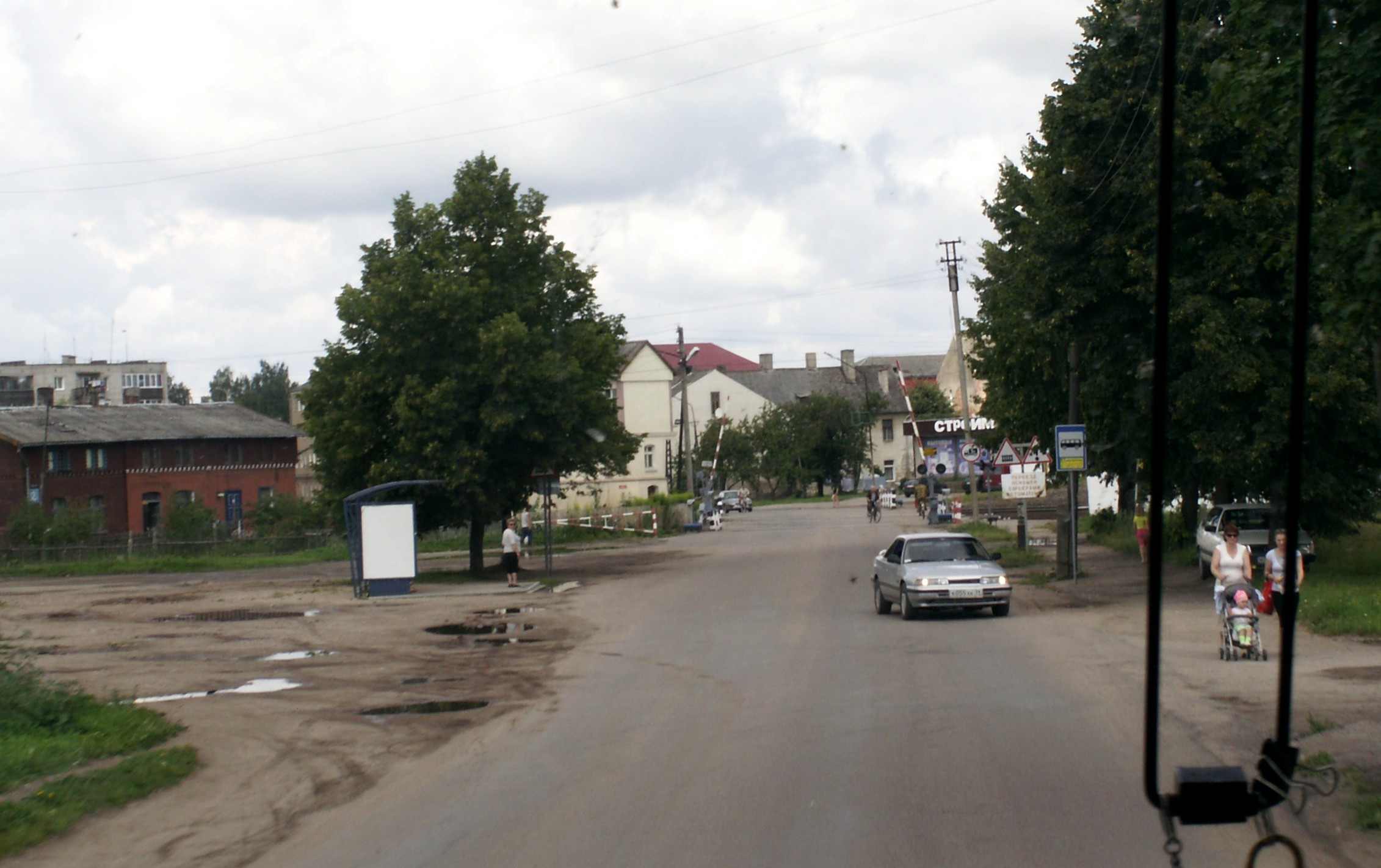
Současný Gusev